# Diocesi di Chiavari

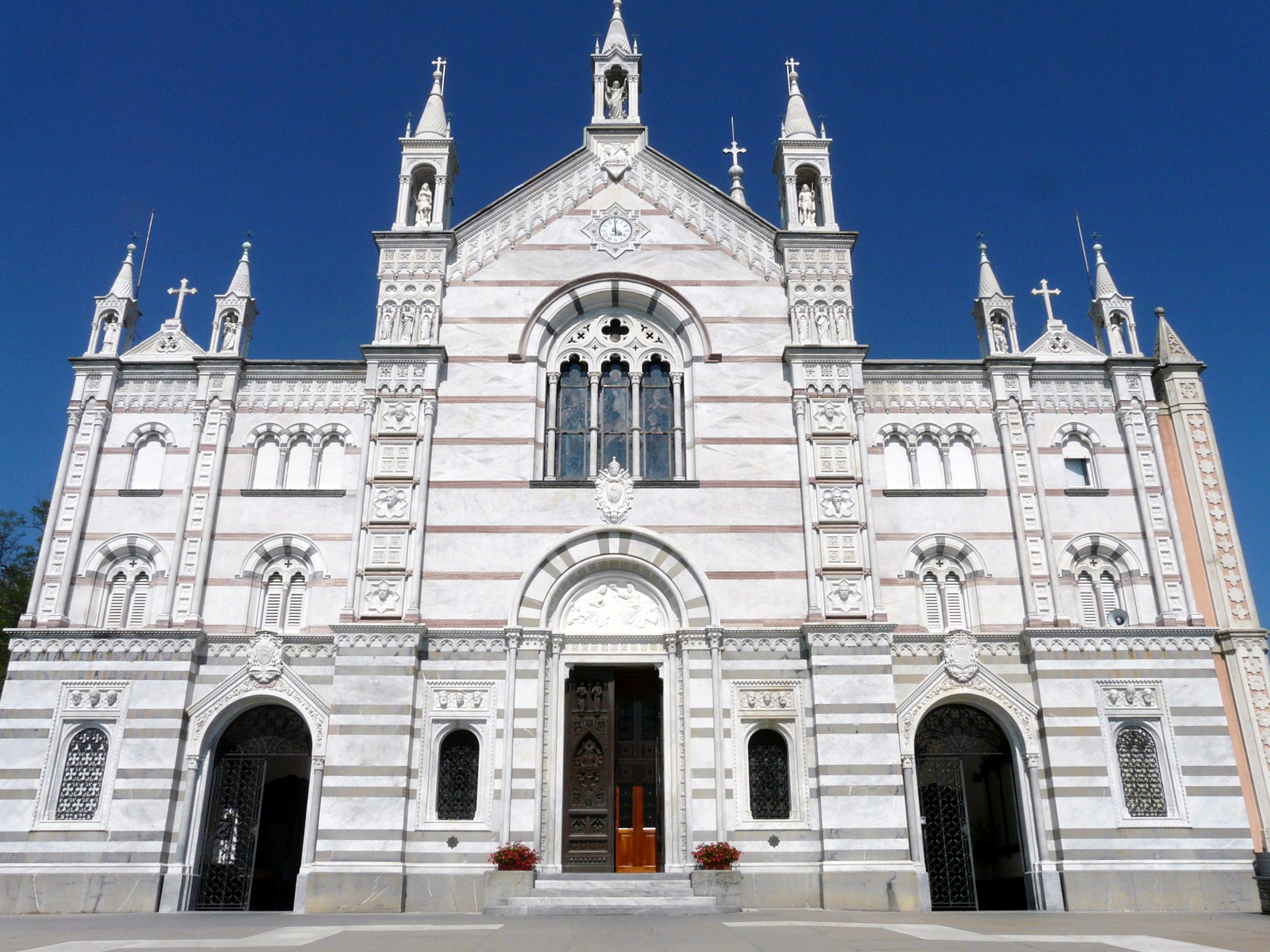
Il santuario di Nostra Signora di Montallegro, venerata come patrona della diocesi.

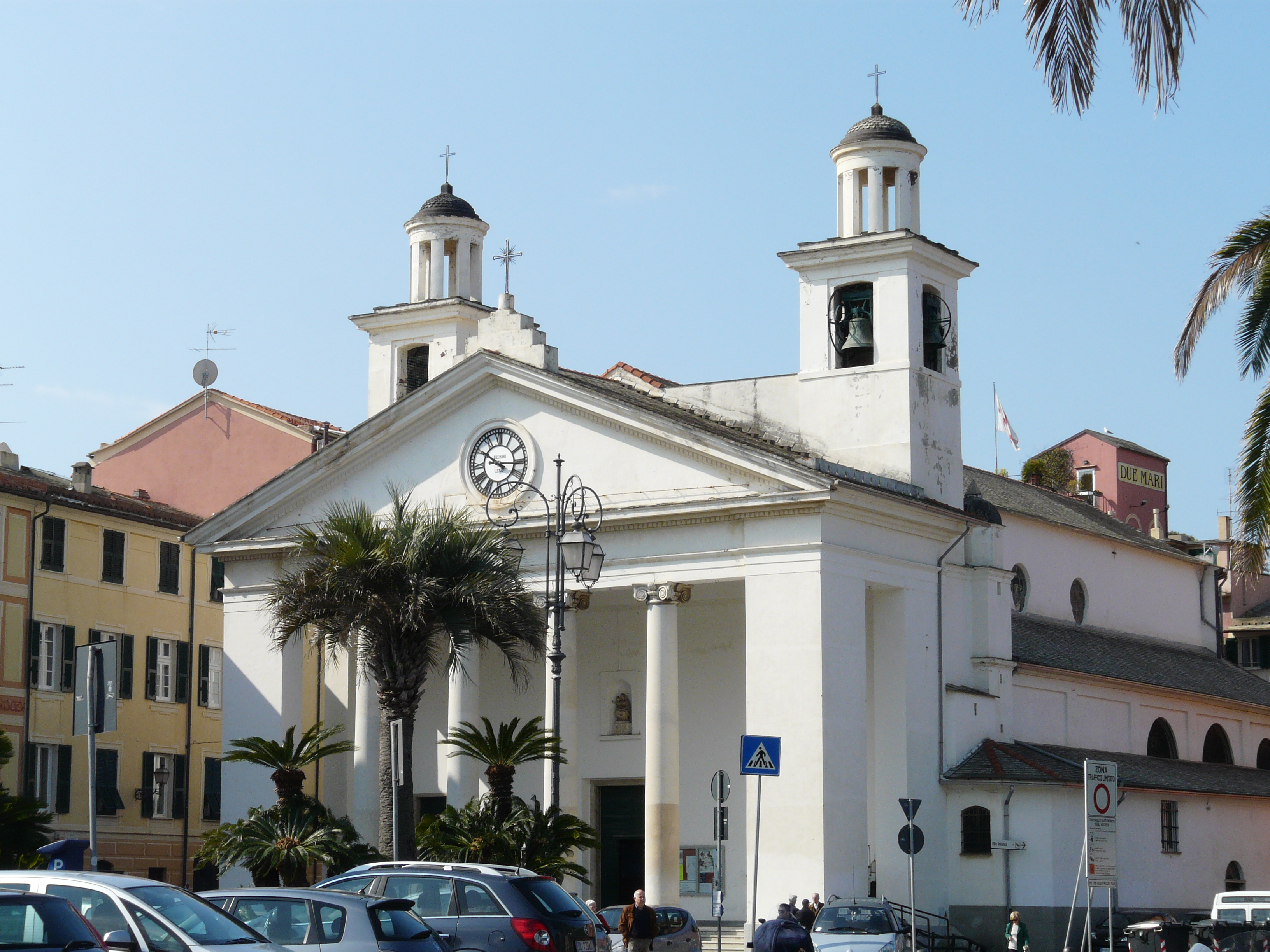
La basilica di Santa Maria di Nazareth a Sestri Levante, che fu nel Settecento concattedrale della diocesi di Brugnato.

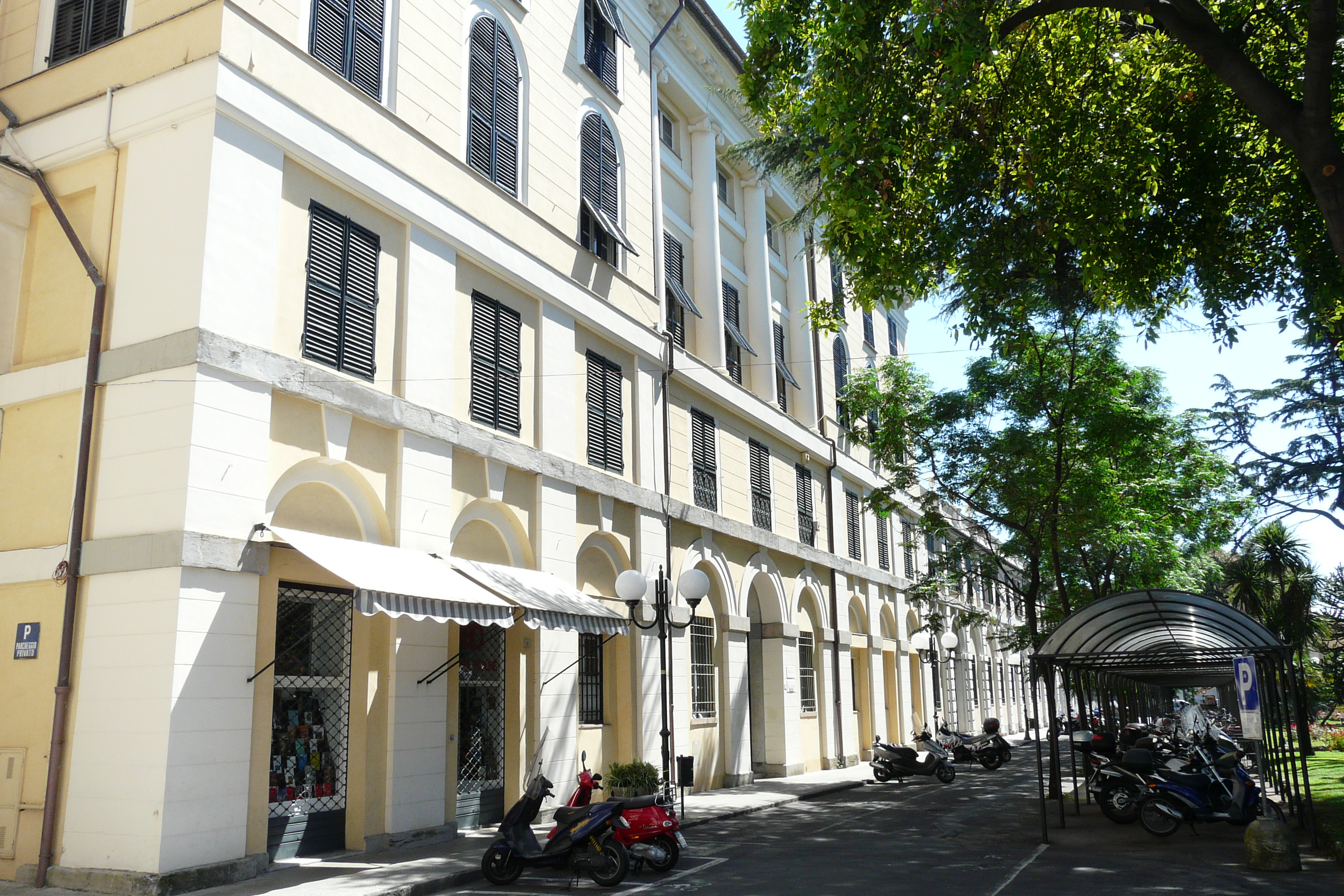
Il palazzo vescovile di Chiavari, che ospita al primo piano il museo diocesano d'arte sacra.

La diocesi di Chiavari (in latino Dioecesis Clavarensis) è una sede della Chiesa cattolica in Italia suffraganea dell'arcidiocesi di Genova appartenente alla regione ecclesiastica Liguria. Nel 2023 contava 135.500 battezzati su 140.600 abitanti. È retta dal vescovo Giampio Luigi Devasini.

## Territorio
La diocesi è interamente compresa nei confini della città metropolitana di Genova e comprende i seguenti comuni: Borzonasca, Carasco, Casarza Ligure, Castiglione Chiavarese, Chiavari, Cicagna, Cogorno, Coreglia Ligure, Favale di Malvaro, Lavagna, Leivi, Lorsica, Lumarzo, Mezzanego, Moconesi, Moneglia, Ne, Neirone, Orero, Portofino, Rapallo, San Colombano Certenoli, Santa Margherita Ligure, Sestri Levante e Zoagli.
Sede vescovile è la città di Chiavari, dove si trova la cattedrale di Nostra Signora dell'Orto. Nel territorio diocesano sorgono diverse basiliche minori:
- basilica di Santo Stefano a Lavagna;
- basilica dei Santi Gervasio e Protasio a Rapallo;
- basilica di Santa Margherita a Santa Margherita Ligure;
- basilica di Nostra Signora di Montallegro a Montallegro (Rapallo);
- basilica di San Salvatore a San Salvatore dei Fieschi (Cogorno);
- basilica di Santa Maria di Nazareth a Sestri Levante.

### Vicariati e parrocchie
Il territorio si estende su 560 km² ed è suddiviso in 140 parrocchie, raggruppate in 5 vicariati: Chiavari e Lavagna, Val Fontanabuona, Rapallo e Santa Margherita Ligure, Sestri Levante, Sturla e Graveglia.

## Storia
La diocesi fu eretta il 3 dicembre 1892 con la bolla Romani Pontifices di papa Leone XIII, ricavandone il territorio dallo smembramento delle zone pastorali a levante dall'arcidiocesi di Genova; il territorio diocesano comprende infatti la zona del Tigullio, della val Fontanabuona, della val Petronio, della valle Sturla e della val Graveglia. La diocesi divenne suffraganea dell'arcidiocesi di Genova. Storicamente, però, se ne attendeva la creazione da oltre tre secoli.
Era infatti il 1583 quando il municipio di Chiavari, approfittando dell'elezione al titolo di doge della Repubblica di Genova pro tempore del chiavarese Gerolamo Chiavari, chiese inutilmente l'istituzione della diocesi. Un primo passo si avviò nel 1610 con la decisione dell'arcivescovo di Genova - il cardinale Orazio Spinola - di istituire nella cittadina del levante ligure un ufficio di vicario generale che aveva giurisdizione su tutte le parrocchie del distretto di Chiavari.
Dopo l'annessione della Repubblica Ligure al Primo Impero francese, avvenuta nel 1805 dopo la caduta della repubblica genovese nel 1797, la comunità chiavarese, in forza del concordato del 1801 fra Napoleone e papa Pio VII che prevedeva la creazione di diocesi nei nuovi capi dipartimenti (Chiavari fu nominata capoluogo del Dipartimento degli Appennini), fece una nuova istanza a Roma, ma ancora una volta le speranze furono disattese.
Dal 1812 fu nuovamente nominato dal cardinale Giuseppe Spina un vicario generale, Giuseppe Cocchi, arciprete della parrocchiale di San Giovanni Battista di Chiavari.
Dal 1826 al 1838 come vicario vi fu Antonio Maria Gianelli, anch'egli arciprete della chiesa di San Giovanni Battista e vicario foraneo del Levante e della Val di Vara, con 110 parrocchie, zona geografica dello Spezzino, allora ancora compresa nell'arcidiocesi di Genova e nel dipartimento del Levante.
Una nuova istanza fu invano presentata all'arcivescovo di Genova e al re di Sardegna Carlo Alberto nel 1847.
Dopo aver provveduto al fondo per la futura mensa vescovile nel 1882, grazie al cospicuo patrimonio del sacerdote Francesco Bancalari di Chiavari, e compiuta una nuova domanda alla Santa Sede, quest'ultima viene definitivamente accolta con la bolla di Leone XIII nel 1892. Vengono invocate Nostra Signora dell'Orto - apparsa al chiavarese Sebastiano Descalzo il 2 luglio 1610 - e Nostra Signora di Montallegro - apparsa il 2 luglio 1557 a Giovanni Chichizola sul monte Allegro - quale patrona e compatrona dell'erigenda diocesi. Le stesse erano già patrone dei distinti capitaneati di Chiavari e di Rapallo in epoca repubblicana genovese.
L'erezione della diocesi non fu tuttavia cosa semplice e accettata da tutti. Già dal 1882, con la costituzione del fondo episcopale, vi fu una energica opposizione di diversi parroci contro la costituenda diocesi, con il ricorso alla Santa Sede, che inizialmente dette un parere sfavorevole. Alla fine però la diocesi venne eretta; ma il regio governo concesse l'exequatur solo due anni e mezzo dopo, il 7 aprile 1895.
Fino al 1896 la diocesi ebbe come amministratore apostolico l'arcivescovo di Genova Tommaso Reggio: su sua proposta nel 1893 fu nominato suo ausiliare per la diocesi di Chiavari Fortunato Vinelli. Il 7 gennaio 1896, con il decreto Apostolicis litteris della Sacra Congregazione Concistoriale, la diocesi di Chiavari fu sottratta all'amministrazione apostolica dei metropoliti genovesi e il 16 marzo successivo fu nominato primo vescovo diocesano lo stesso Vinelli. A lui si deve l'indizione del primo sinodo diocesano nel 1899, la costruzione del seminario intitolato a Leone XIII e benedetto dall'arcivescovo Reggio il 5 luglio 1899, e la costruzione della nuova facciata della cattedrale.
Nella prima metà del Novecento si distinse il vescovo Amedeo Casabona; fondò la rivista diocesana nel 1918, indisse due sinodi diocesani (1921 e 1933), celebrò il primo congresso eucaristico diocesano nel 1946.
Nel 1959, con il decreto Ad animarum saluti della Sacra Congregazione Concistoriale, i confini della diocesi sono stati fatti coincidere con i confini della provincia di Genova. Così Chiavari ha ceduto un buon numero di parrocchie alla diocesi della Spezia e una parrocchia alla diocesi di Brugnato; contestualmente ha ricevuto una ventina di nuove parrocchie (Sestri Levante, Casarza Ligure, Castiglione Chiavarese e Moneglia) dalla stessa diocesi di Brugnato.
L'ultima modifica al territorio diocesano risale al 1989 quando, dal territorio dell'antica diocesi di Bobbio, sono state aggregate le tre comunità parrocchiali di Borzonasca.
La diocesi di Chiavari ha ricevuto la visita pastorale di papa Giovanni Paolo II il 18 e il 19 settembre 1998.
Dal 3 ottobre 2005 un presbitero della diocesi di Chiavari e uno dell'arcidiocesi di Genova sono al servizio della Chiesa cattolica a Cuba, presso la diocesi di Santa Clara, nella provincia di Villa Clara.

## Cronotassi dei vescovi
Si omettono i periodi di sede vacante non superiori ai 2 anni o non storicamente accertati.
- Sede vacante (1892-1896)

- Fortunato Vinelli † (16 marzo 1896 - 26 dicembre 1910 deceduto)
- Giovanni Gamberoni † (10 aprile 1911 - 22 marzo 1917 nominato arcivescovo di Vercelli)
- Natale Serafino † (22 marzo 1917 - 4 agosto 1917 dimesso[8])
- Amedeo Casabona † (3 novembre 1917 - 6 marzo 1948 deceduto)
- Francesco Marchesani † (22 aprile 1948 - 4 luglio 1971 deceduto)
- Luigi Maverna † (9 settembre 1971 - 22 febbraio 1973 dimesso)
- Daniele Ferrari † (22 febbraio 1973 - 4 agosto 1995 ritirato)
- Alberto Maria Careggio (4 agosto 1995 - 20 marzo 2004 nominato vescovo di Ventimiglia-San Remo)
- Alberto Tanasini † (20 marzo 2004 - 10 aprile 2021 ritirato)
- Giampio Luigi Devasini, dal 10 aprile 2021

## Statistiche
La diocesi nel 2023 su una popolazione di 140.600 persone contava 135.500 battezzati, corrispondenti al 96,4% del totale.
| anno | popolazione | popolazione | popolazione | presbiteri | presbiteri | presbiteri | presbiteri                | diaconi | religiosi | religiosi | parrocchie |
| anno | battezzati  | totale      | %           | numero     | secolari   | regolari   | battezzati per presbitero | diaconi | uomini    | donne     | parrocchie |
| ---- | ----------- | ----------- | ----------- | ---------- | ---------- | ---------- | ------------------------- | ------- | --------- | --------- | ---------- |
| 1950 | 100.000     | 100.000     | 100,0       | 270        | 230        | 40         | 370                       |         | 48        | 550       | 148        |
| 1959 | 110.000     | 110.000     | 100,0       | 237        | 187        | 50         | 464                       |         | 59        | 610       | 134        |
| 1970 | 137.700     | 137.946     | 99,8        | 216        | 166        | 50         | 637                       |         | 50        | 560       | 136        |
| 1980 | 144.000     | 147.000     | 98,0        | 210        | 158        | 52         | 685                       | 1       | 56        | 545       | 136        |
| 1990 | 142.000     | 145.120     | 97,9        | 192        | 144        | 48         | 739                       | 1       | 54        | 407       | 139        |
| 1999 | 142.400     | 142.850     | 99,7        | 186        | 143        | 43         | 765                       | 3       | 48        | 416       | 139        |
| 2000 | 142.400     | 142.850     | 99,7        | 187        | 144        | 43         | 761                       | 3       | 48        | 340       | 139        |
| 2001 | 141.650     | 142.100     | 99,7        | 181        | 138        | 43         | 782                       | 3       | 48        | 334       | 139        |
| 2002 | 141.500     | 142.000     | 99,6        | 179        | 136        | 43         | 790                       | 4       | 48        | 319       | 140        |
| 2003 | 141.600     | 142.000     | 99,7        | 175        | 135        | 40         | 809                       | 4       | 40        | 314       | 140        |
| 2004 | 141.500     | 142.000     | 99,6        | 162        | 129        | 33         | 873                       | 4       | 33        | 304       | 140        |
| 2006 | 141.600     | 142.000     | 99,7        | 171        | 120        | 51         | 828                       | 4       | 55        | 270       | 140        |
| 2013 | 136.000     | 141.408     | 96,2        | 144        | 103        | 41         | 944                       | 7       | 46        | 212       | 140        |
| 2016 | 137.000     | 143.800     | 95,3        | 128        | 96         | 32         | 1.070                     | 8       | 34        | 178       | 140        |
| 2019 | 135.331     | 140.343     | 96,4        | 132        | 103        | 29         | 1.025                     | 7       | 30        | 150       | 140        |
| 2021 | 137.430     | 142.600     | 96,4        | 116        | 93         | 23         | 1.184                     | 8       | 24        | 130       | 140        |
| 2023 | 135.500     | 140.600     | 96,4        | 108        | 91         | 17         | 1.254                     | 7       | 21        | 126       | 140        |